# Wahlkreis Werdau
Der Wahlkreis Werdau war ein Landtagswahlkreis zur Landtagswahl in Sachsen 1990, der ersten Landtagswahl nach der Wiedergründung des Landes Sachsen. Er hatte die Wahlkreisnummer 73. Für die Landtagswahlen 1994 wurde auch infolge der Kreisreform die Wahlkreisstruktur verändert, zudem wurde die Zahl der Wahlkreise von 80 auf 60 verringert. Das Gebiet des Wahlkreises Werdau wurde Teil des Wahlkreises Zwickauer Land 2.
Der Wahlkreis umfasste folgende Gemeinden und Städte des Landkreises Werdau: Beiersdorf, Blankenhain, Crimmitschau, Dänkritz, Fraureuth, Gospersgrün, Hartmannsdorf, Königswalde,
Langenbernsdorf, Langenhessen, Langenreinsdorf, Lauenhain, Lauterbach, Leubnitz, Mannichswalde, Neukirchen/Pleiße, Niederalbertsdorf,
Ruppertsgrün, Steinpleis, Trünzig und Werdau.

## Ergebnisse
Die Landtagswahl 1990 fand am 14. Oktober 1990 statt und hatte folgendes Ergebnis für den Wahlkreis Werdau:
| Direktkandidat  | Partei (Kürzel) | Erststimmen (%) | Zweitstimmen (%) |
| --------------- | --------------- | --------------- | ---------------- |
|                 | DA              | -               | 00,7             |
| Wolfgang Enders | CDU             | 55,0            | 58,9             |
|                 | Chr. L          | -               | 00,6             |
|                 | DBU             | -               | 00,2             |
|                 | DSU             | 04,6            | 02,4             |
|                 | F.D.P.          | 07,5            | 05,7             |
|                 | LL-PDS          | 07,5            | 07,0             |
|                 | NPD             | -               | 00,6             |
|                 | FORUM           | 05,0            | 03,1             |
|                 | RAP             | -               | 00,1             |
|                 | SHB             | -               | 00,1             |
|                 | SPD             | 18,6            | 20,5             |

Es waren 54.282 Personen wahlberechtigt. Die Wahlbeteiligung lag bei 74,5 %. Von den abgegebenen Stimmen waren 2,5 % ungültig. Als Direktkandidat gewählt wurde Wolfgang Enders (CDU). Er erreichte 55,0 % aller gültigen Stimmen.